# Odstředivý spínač
Odstředivý spínač je elektrické zařízení, které spíná nebo rozpíná nějaký obvod v závislosti na odstředivé síle, to znamená na otáčkách nějakého hřídele. Užívá se při rozběhu jednofázových asynchronních motorů, pro kontrolu otáček v letectví a podobně.

## Jednofázový asynchronní motor
Příkladem použití může být odstředivý spínač u jednofázového asynchronního motoru. Jednofázový asynchronní motor potřebuje při rozběhu, aby pole pomocného vinutí bylo fázově posunuto. Toho se dosahuje zapojením "rozběhového" kondenzátoru nebo odporového vinutí. Jakmile se ale motor rozběhne, je třeba tento pomocný obvod odpojit, a to se realizuje pomocí odstředivého vypínače, namontovaného na hřídel motoru.

## Funkce spínače
Odstředivý spínač tvoří obvykle dvě souměrná a výkyvná závaží, namontovaná na hřídeli motoru a přitlačovaná k němu pružinami. V klidu je spínač v poloze sepnuto, ale když hřídel dosáhne zhruba 75 % svých provozních otáček, odstředivá síla závaží překoná sílu pružin, závaží se zdvihnou a spínač se rozpojí.